# Edmund Giemsa
Edmund Giemsa (Ruda Śląska, 1912. október 16. – 1994. szeptember 30.), lengyel válogatott labdarúgó.
A lengyel válogatott tagjaként részt vett az 1938-as világbajnokságon.

## Pályafutása

### Klubcsapatokban
A Ruch Chorzów meghatározó játékosa volt. 126 bajnoki mérkőzésen lépett pályára és 34 gólt szerzett. Lengyelország ötszörös bajnoka (1933, 1934, 1935, 1936, 1938). Kiválóan végezte el a szabadrúgásokat, csatárként és középpályásként is játszott.

### A válogatottban
A lengyel válogatottban 1933. június 4-én Varsóban mutatkozott be a Belgium elleni meccsen (0–1). Utolsó mérkőzését 1939. augusztus 27-én szintén Varsóban játszotta Magyarország ellen (4–2). Ez volt a lengyel csapat utolsó találkozója a második világháború kitörése előtt.

### További sorsa
A második világháború alatt sziléziaiként erőszakkal besorozták a Wehrmachtba, de dezertált, és a francia ellenállási mozgalom révén eljutott Władysław Anders tábornok 2. lengyel hadtestéhez Olaszországba.
A háború után Angliában telepedett le, és soha többé nem járt Lengyelországban. 1994. szeptember 30-án halt meg az angliai Chinnorban.

## Sikerei, díjai
Ruch Chorzów
- Lengyel bajnok (5): 1933, 1934, 1935, 1936, 1938

## Fordítás
- Ez a szócikk részben vagy egészben  az   Edmund Giemsa című lengyel Wikipédia-szócikk ezen változatának fordításán alapul.  Az eredeti cikk szerkesztőit annak laptörténete sorolja fel. Ez a jelzés csupán a megfogalmazás eredetét és a szerzői jogokat jelzi, nem szolgál a cikkben szereplő információk forrásmegjelöléseként.